# Souvigny
Souvigny – miejscowość i gmina we Francji, w regionie Owernia-Rodan-Alpy, w departamencie Allier.

## Demografia
Według danych na rok 1990 gminę zamieszkiwały 2024 osoby, a gęstość zaludnienia wynosiła 46 osób/km². W styczniu 2015 r. Souvigny zamieszkiwało 2005 osób, przy gęstości zaludnienia wynoszącej 45,2 osób/km².